# Královská hrobka kláštera El Escorial
Královská hrobka (španělsky Cripta Real) kláštera El Escorial, ve Španělsku, známá také jako Pantheon králů (Panteón de los Reyes), byla vystavěna Juanem Gómezem de Mora podle návrhů italského architekta Giovanni Battisty Crescenziho. Sestává z 26 mramorových hrobek, v nichž spočívají ostatky králů a královen z rodů španělských Habsburků a Bourbon-Anjou, kromě Filipa V. a Ferdinanda VI., kteří si zvolili Královský palác La Granja, respektive klášter Salesas Reales. Také zde nenajdeme ostatky králů Amadea I., ze savojské dynastie, a Josef I. Bonaparte, pohřbení v bazilice Superga v Turíně a v Invalidovně v Paříži.

## Seznam pochovaných osob
- 1. Karel I. (V.) (24. 2. 1500 Gent – 21. 9. 1558 klášter San Jerónimo de Yuste, Extremadura), španělský král (1516–1556), římský císař (1519–1556).
- 2. Isabela Portugalská (24. 10. 1503 Lisabon – 1. 5. 1539 Toledo), španělská královna (1526–1539), římská královna (1526–1531) a císařovna (1531–1539), manželka Karla I. (č. 1).
- 3. Filip II. (21.5. 1527 – 13. 9. 1598), španělský král (1556–1598), portugalský král (1580–1598) syn Karla I. (č. 1) a Isabely Portugalské (č. 2).
- 4. Anna Rakouská (2. 11. 1549 Cigales – 26. 10. 1580 Badajoz), španělská královna (1570–1580), portugalská královna (1580), čtvrtá žena Filipa II. (č. 3).
- 5. Filip III. (14. 4. 1578 Madrid – 31. 1. 1621 Madrid), španělský král (1598–1621), portugalský král (1598–1621), syn Filipa II. (č. 3) a Anny Habsburské (č. 4).
- 6. Markéta Rakouská (25. 12. 1584 Štýrský Hradec – 3. 10. 1611 San Lorenzo de El Escorial)), španělská královna (1599–1611), portugalská královna (1599–1611), manželka Filipa III. (č. 5).
- 7. Filip IV. (8. 4. 1605 Valladolid – 17. 9. 1665 Madrid), španělský král (1621–1665), portugalský král (1621–1640), syn Filipa III. (č. 5) a Markéty Rakouské (č. 6).
- 8. Isabela Francouzská (22. 1. 1602 Fontainebleau – 6. 10. 1644 Madrid) z rodu Bourbonů, španělská královna (1621–1644), portugalská královna (1621–1640), první manželka Filipa IV. (č. 7). Pohřbena v Pantheonu králů, přestože nebyla matkou krále.
- 9. Marie Anna Rakouská (24. 12. 1635 Vídeň – 16. 5. 1696 Madrid), španělská královna (1649–1665), druhá manželka Filipa IV. (č. 7).
- 10. Karel II. (6. 11. 1661 Madrid – 1. 11. 1700 Madrid), poslední španělský král z rodu Habsburků (1665–1700), syn Filipa IV. (č. 7) a Marie Anny Rakouské (č. 9).
- 11. Marie Luisa Savojská (17. 9. 1688 Turín – 14. 2. 1714 Madrid), španělská královna (1701–1714), první manželka španělského krále (1701–1724, 1724–1746) Filipa V. (19. 12. 1683 Versailles – 9. 7. 1746 Madrid).
- 12. Ludvík I. (25. 8. 1707 Madrid – 31. 8. 1724 Madrid), španělský král (1724) panující nejkratší dobu v celé španělské historii (229 dnů), syn Filipa V. a Marie Luisy Savojské (č. 11).
- 13. Karel III. (20. 1. 1716 Madrid – 14. 12. 1788 Madrid), španělský král (1759–1788), syn Filipa V. a Alžběty Parmské z rodu Farnese (25. 10. 1692 Parma – 11. 7. 1766 Aranjuez, Španělsko).
- 14. Marie Amálie Saská (24. 11. 1724 Drážďany – 27. 9. 1760 Madrid), španělská královna (1759–1760), manželka krále Karla III. (č. 13).
- 15. Karel IV. (12. 11. 1748 Portici – 19. 1. 1819 Řím), španělský král (1788–1808).
- 16. Marie Luisa Parmská (9. 12. 1751 Parma – 2. 1. 1819 Řím), španělská královna (1788–1808), manželka svého bratrance Karla IV. (č. 15).
- 17. Ferdinand VII. (14. 10. 1784 El Escorial – 29. 9. 1833 Madrid), španělský král (1808, 1813–1833), syn Karla IV. (č. 15) a Marie Luisy Parmské (č. 16).
- 18. Marie Kristýna Neapolsko-Sicilská(27. 4. 1806 – 22. 8. 1878) z rodu Bourbonů, španělská královna (1829–1833), čtvrtá manželka strýce z matčiny strany Ferdinanda VII. (č. 17).
- 19. Isabela II. (10. 10. 1830 Madrid – 9. 4. 1904 Paříž), španělská královna (1833–1868), dcera Ferdinanda VII. (č. 17) a Marie Kristýny Neapolsko-Sicilské (č. 18).
- 20. František Cádizský (z Assisi) (13. 5. 1822 Aranjuez – 16. 4. 1902 Épinay-sur-Seine), španělský král-choť (1848–1868), manžel své sestřenice Isabely II. (č. 19).
- 21. Alfons XII. (28. 11. 1857 Madrid – 25. 11. 1885 Královský palác El Pardo), španělský král (1870–1885), syn Isabely II. (č. 19) a Františka Cádizského (č. 20).
- 22. Marie Kristýna Habsbursko-Lotrinská (21. 7. 1858 Židlochovice – 6. 2. 1929 Madrid), španělská královna (1879–1885), druhá žena Alfonse XII. (č. 21).
- 23. Alfons XIII. (17. 5. 1886 Madrid – 28. 2. 1941 Řím), španělský král (1886–1931) a titulární španělský král (1931–1941), syn Alfonse XII. (č. 21) a Marie Kristýny Rakouské (č. 22).
- 24. Viktorie Evženie z Battenbergu (24. 10. 1887 – 15. 4. 1969), španělská královna (1906–1931), manželka Alfonse XIII. (č. 23). Pohřbena v Pantheonu králů, přestože nebyla matkou krále.
- 25. Jan Bourbonský (Juan de Borbón; 20. 6. 1913 La Granja de San Ildefonso – 1. 4. 1993 Pamplona), barcelonský hrabě, otec krále Jana Karla I. (Juana Carlose I.). Nemohl efektivně vládnout, avšak udržel dynastická práva během diktatury generála Franca i po jeho abdikaci v roce 1977.
- 26. Marie Mercedes Bourbonsko-Sicilská (23. 12. 1910 Madrid – 2. 1. 2000 Lanzarote), hraběnka barcelonská, matka Jana Karla I. (Juana Carlose I.).

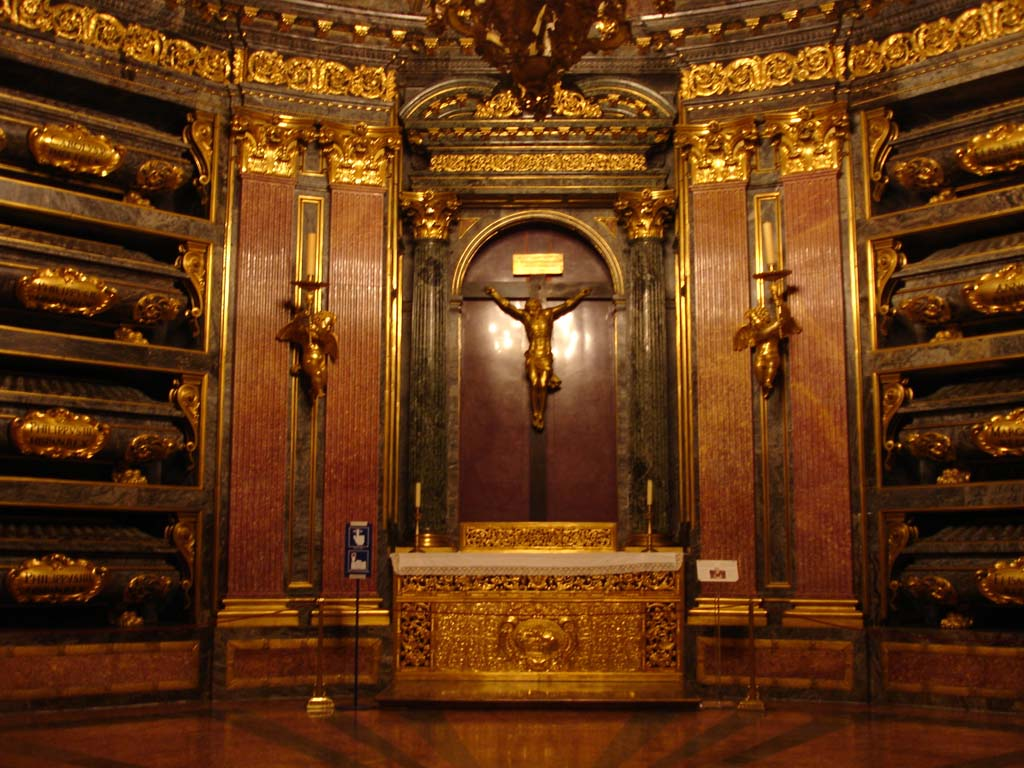
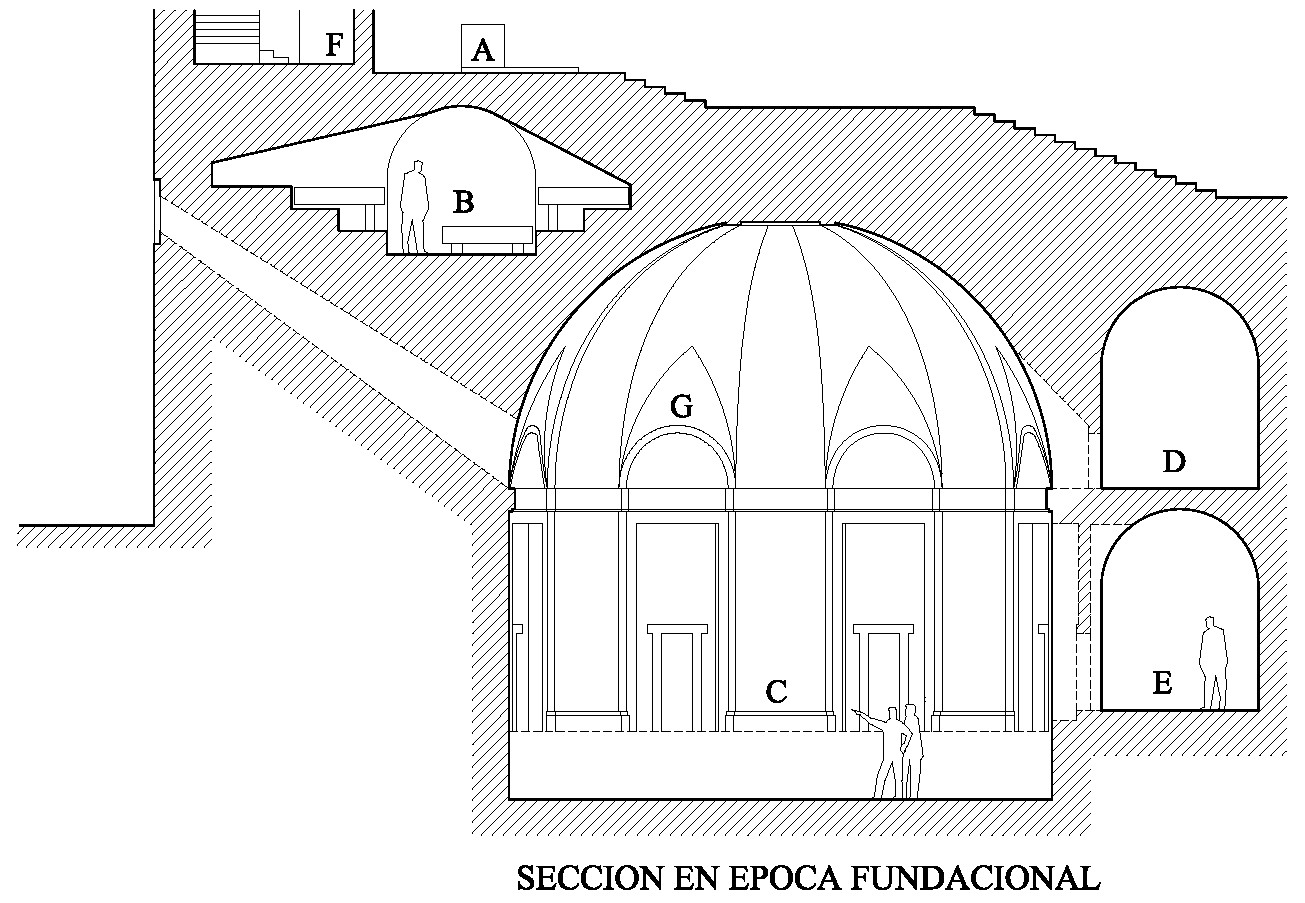
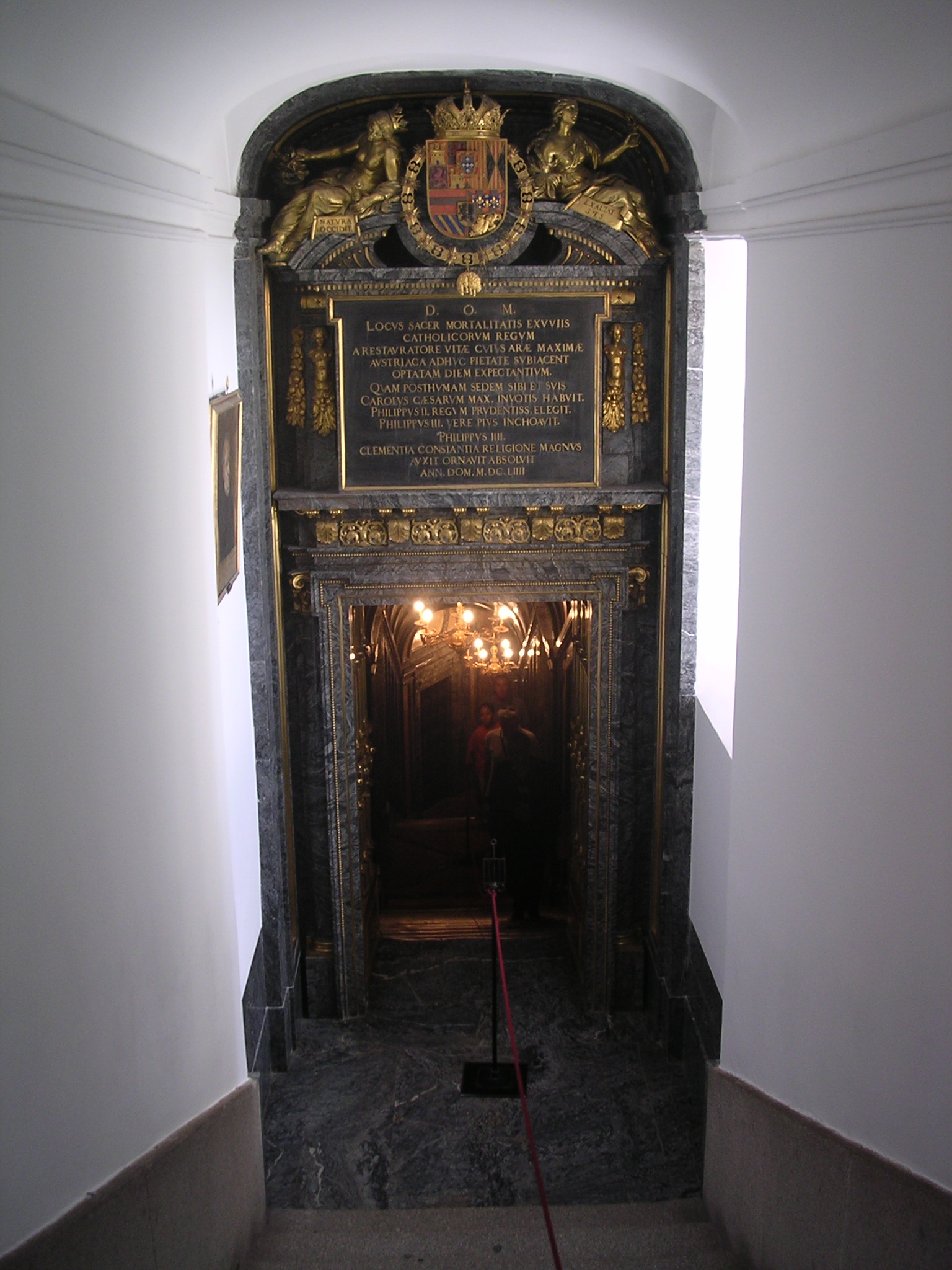